# Guilherme Mansur
Guilherme Mansur Barbosa, conhecido simplesmente como Guilherme Mansur (Ouro Preto, 31 de maio de 1958 - Belo Horizonte, 27 de setembro de 2023), foi um poeta, artista gráfico e influente tipográfo brasileiro. Haroldo de Campos definiu-o como tipoeta, um neologismo que une as palavras poeta e tipográfo.

## Biografia
Foi criado na Tipografia de Ouro Preto, que pertencia a seus pais. Em 1986 assumiu a tipografia, reestruturando-a sob o nome Tipografia do Fundo de Ouro Preto. Sempre dizia que foi "alfabetizado por uma caixa tipográfica".
Na década de 1970 atuou no movimento Arte Postal, participando da International Mail-art Exhibition, em Monza, Itália. Nesta época, em 1977, fundou e editou a revista-saco Poesia Livre, que distribuia poemas de diversos autores impresas em sacos de pão. Na década de 1990 edita os poemas-cartazes Não/Nada que contou com diversos colaboradores, entre eles Augusto de Campos. Nesta mesma época atuou no Suplemento Literário de Minas Gerais, sendo paginador da revista. Nos anos 2000 foi co-fundador do Forum das Letras, conjuntamente a Guiomar de Grammont, evento literário que anualmente ocorre em Ouro Preto. É o criador da logomarca ainda usada pelo festival.
Ao longo de sua trajetória foi editor de diversas revistas e obras literárias. Dentre seus poetas editados estão Álvaro Andrade Garcia, Haroldo de Campos, Carlos Ávila, Sylvio Back, Jussara Salazar, Régis Bonvicino, Laís Corrêa de Araújo, Paulo Leminski e Alice Ruiz. Foi o idealização de diversas intervenções / instalações poéticas, a mais conhecida é a Chuva de Poesia, uma intervenção artistica nas torres e adros das Igrejas de Ouro Preto.
Seu estilo é marcado pelo privilegio de composições sintéticas curtas, de poucas palavras, por vezes apenas sinais gráficos. Seu minimalismo é fruto de suas influencias literárias, seja a poesia concreta, o haicai, ou a produção de Paulo Leminski. Ouro Preto é tema constante de sua produção, tendo afirmado: "penso que a cidade possa estar de alguma forma tatuada na minha poesia, às vezes de forma explícita, outras não. Faz sentido, terra é algo muito forte".

### Falecimento
Conviveu por anos com a esclerose múltipla. Ficou quatro meses internado em decorrência de uma pneumonia, que se agravou por conta de seu quadro. Chegou a ficar 20 dias em um coma profundo. Em 13 de setembro de 2023 conseguiu alta do Hospital Madre Teresa, em Belo Horizonte, sendo transferido para uma clinica de reabilitação. Veio a falecer pouco depois, em 27 de setembro. Seu corpo foi velado na Casa de Cultura Tomas Antonio Gonzaga e posteriormente foi enterrado no cemitério São José, em Ouro Preto.

## Tipografia
Criou a fonte digital Verga, publicada na revista Tupigrafia n.6, de São Paulo. Ela é inspirada em vergalhões de ferro que estruturam vigas e colunas na construção civil.

## Homenagens
Os depoimentos de sua vida foram colhidos por Simone Homem de Mello, e publicados, com o poeta ainda vivo, na coleção Editando o editor, publicado pela Edusp.
Foi o autor homenageado do 18º Forum das Letras de Ouro Preto, em 2023, conjuntamente a Cecília Meireles. Ele já havia sido anteriormente homenageado, conjuntamente a Paulo Leminski, na edição de 2018. Foi o único poeta ainda vivo homenageado na história do evento.
João Dumans dirigiu o documentário Guilherme Mansur - Obra em Desdobra, exibido na 19ª Mostra de Cinema de Ouro Preto em 2024.

## Produção

### Obras literárias
- Pedra (2023). Plaquete que deriva de um poema escrito em 1990.
- Bahia Baleia (2009).[12]
- Bandeiras - territórios imaginários (2007).[12]
- Haicavalígrafos (2006).[12]
- Bené Blake (1998). Conjuntamente a Dimas Guedes.[12]
- Hai-Kais (1998). Conjuntamente a Alice Ruiz.
- Barrocobeat (1997).[12]
- Os sete folêgos (1992). Depois reeditado como Gatimanhas & Felinuras (1994), conjuntamente a Haroldo de Campos.

### Poemas instalações
- Quadriláxia (Ouro Preto, 1992).[12]
- Camelódromo (Fundação de Arte de Ouro Preto, Ouro Preto, 2023).